# Fischbach (Áustria)
Fischbach é um município da Áustria, situado no distrito de Weiz, no estado da Estíria. Tem 61,57 km² de área e sua população em 2019 foi estimada em 1.526 habitantes.